# Le Coup d'État manqué du colonel Diarra Traoré
Le Coup d'État manqué du colonel Diarra Traoré est un essai de l'homme politique guinéen Amadou Damaro Camara écrit en français et paru le 16 septembre 2019 aux éditions L'Harmattan. Il retrace les événements du 4 juillet 1985 en Guinée,.

## Résumé
Après le coup d'état manque du 4 juillet 1985 du colonel Diarra Traoré, ancien premier ministre sous le président Lansana Conté. Amadou Damaro Camara raconte ces événements d'une grande sensibilité ethnique et politique en Guinée, qui est resté sans procès et avec des conclusions pleines de préjugés,.